# Phân cấp hành chính Liên Xô
Liên bang Xô viết có nhiều loại phân cấp: 

Loại phân cấp hành chính:
Nước cộng hòa không có phân cấp hành chính.
Tỉnh.
Krai.
Nước cộng hòa tự trị.
Tỉnh tự trị.
Khu tự trị.

|                          |                          |                          |                          |                          |                          |  |  |      |      |             |             |             |             |             |             |            |            |      |      |             |             | Liên Xô     |             |             |             |  |  |  |  |  |  |  |  |  |  |                        |                        |                        |                        |                        |                        |  |  |  |  |                          |                          |                          |                          |                          |                          |  |  |      |      |      |      |      |      |  |  |             |             |             |             |             |             |
|                          |                          |                          |                          |                          |                          |  |  |      |      |             |             |             |             |             |             |            |            |      |      |             |             |             |             |             |             |  |  |  |  |  |  |  |  |  |  |                        |                        |                        |                        |                        |                        |  |  |  |  |                          |                          |                          |                          |                          |                          |  |  |      |      |      |      |      |      |  |  |             |             |             |             |             |             |
|                          |                          |                          |                          |                          |                          |  |  |      |      |             |             |             |             |             |             |            |            |      |      |             |             |             |             |             |             |  |  |  |  |  |  |  |  |  |  |                        |                        |                        |                        |                        |                        |  |  |  |  |                          |                          |                          |                          |                          |                          |  |  |      |      |      |      |      |      |  |  |             |             |             |             |             |             |
|                          |                          |                          |                          |                          |                          |  |  |      |      | Nga Xô viết | Nga Xô viết | Nga Xô viết | Nga Xô viết | Nga Xô viết | Nga Xô viết |            |            |      |      |             |             |             |             |             |             |  |  |  |  |  |  |  |  |  |  | các nước cộng hòa khác | các nước cộng hòa khác | các nước cộng hòa khác | các nước cộng hòa khác | các nước cộng hòa khác | các nước cộng hòa khác |  |  |  |  |                          |                          |                          |                          |                          |                          |  |  |      |      |      |      |      |      |  |  |             |             |             |             |             |             |
|                          |                          |                          |                          |                          |                          |  |  |      |      | Nga Xô viết | Nga Xô viết | Nga Xô viết | Nga Xô viết | Nga Xô viết | Nga Xô viết |            |            |      |      |             |             |             |             |             |             |  |  |  |  |  |  |  |  |  |  | các nước cộng hòa khác | các nước cộng hòa khác | các nước cộng hòa khác | các nước cộng hòa khác | các nước cộng hòa khác | các nước cộng hòa khác |  |  |  |  |                          |                          |                          |                          |                          |                          |  |  |      |      |      |      |      |      |  |  |             |             |             |             |             |             |
|                          |                          |                          |                          |                          |                          |  |  |      |      |             |             |             |             |             |             |            |            |      |      |             |             |             |             |             |             |  |  |  |  |  |  |  |  |  |  |                        |                        |                        |                        |                        |                        |  |  |  |  |                          |                          |                          |                          |                          |                          |  |  |      |      |      |      |      |      |  |  |             |             |             |             |             |             |
| các nước cộng hòa tự trị | các nước cộng hòa tự trị | các nước cộng hòa tự trị | các nước cộng hòa tự trị | các nước cộng hòa tự trị | các nước cộng hòa tự trị |  |  | tỉnh | tỉnh | tỉnh        | tỉnh        | tỉnh        | tỉnh        |             |             | Krai       | Krai       | Krai | Krai | Krai        | Krai        |             |             |             |             |  |  |  |  |  |  |  |  |  |  |                        |                        |                        |                        |                        |                        |  |  |  |  |                          |                          |                          |                          |                          |                          |  |  |      |      |      |      |      |      |  |  |             |             |             |             |             |             |
| các nước cộng hòa tự trị | các nước cộng hòa tự trị | các nước cộng hòa tự trị | các nước cộng hòa tự trị | các nước cộng hòa tự trị | các nước cộng hòa tự trị |  |  | tỉnh | tỉnh | tỉnh        | tỉnh        | tỉnh        | tỉnh        |             |             | Krai       | Krai       | Krai | Krai | Krai        | Krai        |             |             |             |             |  |  |  |  |  |  |  |  |  |  |                        |                        |                        |                        |                        |                        |  |  |  |  | các nước cộng hòa tự trị | các nước cộng hòa tự trị | các nước cộng hòa tự trị | các nước cộng hòa tự trị | các nước cộng hòa tự trị | các nước cộng hòa tự trị |  |  | tỉnh | tỉnh | tỉnh | tỉnh | tỉnh | tỉnh |  |  | Tỉnh tự trị | Tỉnh tự trị | Tỉnh tự trị | Tỉnh tự trị | Tỉnh tự trị | Tỉnh tự trị |
|                          |                          |                          |                          |                          |                          |  |  |      |      |             |             | Khu tự trị  | Khu tự trị  | Khu tự trị  | Khu tự trị  | Khu tự trị | Khu tự trị |      |      | Tỉnh tự trị | Tỉnh tự trị | Tỉnh tự trị | Tỉnh tự trị | Tỉnh tự trị | Tỉnh tự trị |  |  |  |  |  |  |  |  |  |  |                        |                        |                        |                        |                        |                        |  |  |  |  | các nước cộng hòa tự trị | các nước cộng hòa tự trị | các nước cộng hòa tự trị | các nước cộng hòa tự trị | các nước cộng hòa tự trị | các nước cộng hòa tự trị |  |  | tỉnh | tỉnh | tỉnh | tỉnh | tỉnh | tỉnh |  |  | Tỉnh tự trị | Tỉnh tự trị | Tỉnh tự trị | Tỉnh tự trị | Tỉnh tự trị | Tỉnh tự trị |

| Armenia     |    |     |   |   |    |
| Azerbaijan  | 1  |     |   | 1 |    |
| Byelorussia |    | 6   |   |   |    |
| Estonia     |    |     |   |   |    |
| Gruzia      | 2  |     |   | 1 |    |
| Kazakhstan  |    | 19  |   |   |    |
| Kirghizia   |    | 4-7 |   |   |    |
| Latvia      |    |     |   |   |    |
| Litva       |    |     |   |   |    |
| Moldavia    |    |     |   |   |    |
| Nga         | 16 | 49  | 6 | 5 | 10 |
| Tajikistan  |    | 2-3 |   | 1 |    |
| Turkmenia   |    | 5   |   |   |    |
| Ukraina     |    | 25  |   |   |    |
| Uzbekistan  | 1  | 11  |   |   |    |